# Aftonsparv
Aftonsparv (Pooecetes gramineus) är en fågel i familjen amerikanska sparvar inom ordningen tättingar. Den häckar i södra Kanada och USA. Vintertid flyttar den till södra USA och Mexiko.

## Kännetecken

### Utseende
Aftonsparven är en medelstor (14–18 cm) sparv med rätt stor, konformad näbb och mycket vitt på de yttre stjärtpennorna. Den är gråbrun och streckad likt grässparv, men är större med längre stjärt och en tydlig vit ögonring. Vidare är buken snarare smutsvit än vit. Andra karakteristiska karaktärer är att det ljusa strupsidestrecket fortsätter i ett band runt kinden samt att de mindre täckarna är rostfärgade, vilket dock kan vara svårt att se.

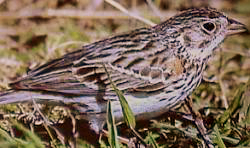

### Läten
Sången påminner om sångsparvens, men börjar med ett par låga visslingar, följda av accelererande och fallande drillar, i engelsk litteratur återgiven som: "too too tee tee chidididididi swiswi-swiswiteew". Den sjunger även sent på kvällen, därav namnet på fågeln. Bland lätena hör ett vasst "tjipp" och i flykten ett något elektriskt, stigande "ssit".

## Utbredning och systematik
Aftonsparven placeras som enda art i släktet Pooecetes. Den är en flyttfågel som helt överger sina häckningsområden vintertid. Fågeln delas in i tre underarter, med följande utbredning:
- Pooecetes gramineus gramineus – häckar i sydöstra Kanada och östcentrala USA; övervintrar så långt söderut som Texas och utmed Mexikanska golfkusten
- Pooecetes gramineus confinis (inklusive altus[6]) – häckar i sydvästra Kanada och sydvästra USA; övervintrar så långt söderut som Chiapas i södra Mexiko
- Pooecetes gramineus affinis – häckar i västra Washington och västra Oregon; övervintrar så långt söderut som nordvästra Baja California

### Släktskap
Aftonsparven tillhör en grupp med ofta gräslevande amerikanska sparvar där bland annat även sångsparven, grässparven och våtmarksspecialisterna i Ammospiza ingår.

### Familjetillhörighet
Tidigare fördes de amerikanska sparvarna till familjen fältsparvar (Emberizidae) som omfattar liknande arter i Eurasien och Afrika. Flera genetiska studier visar dock att de utgör en distinkt grupp som sannolikt står närmare skogssångare (Parulidae), trupialer (Icteridae) och flera artfattiga familjer endemiska för Karibien.

## Levnadssätt
Aftonsparven hittas i rätt torra och sparsamt bevuxna betesmarker eller jordbruksmarker med intilliggande träd. Där ses den i lösa flockar på jakt efter små ryggradslösa djur och frön. Den häckar mellan april och augusti och lägger en eller två, undangsvis tre, kullar.

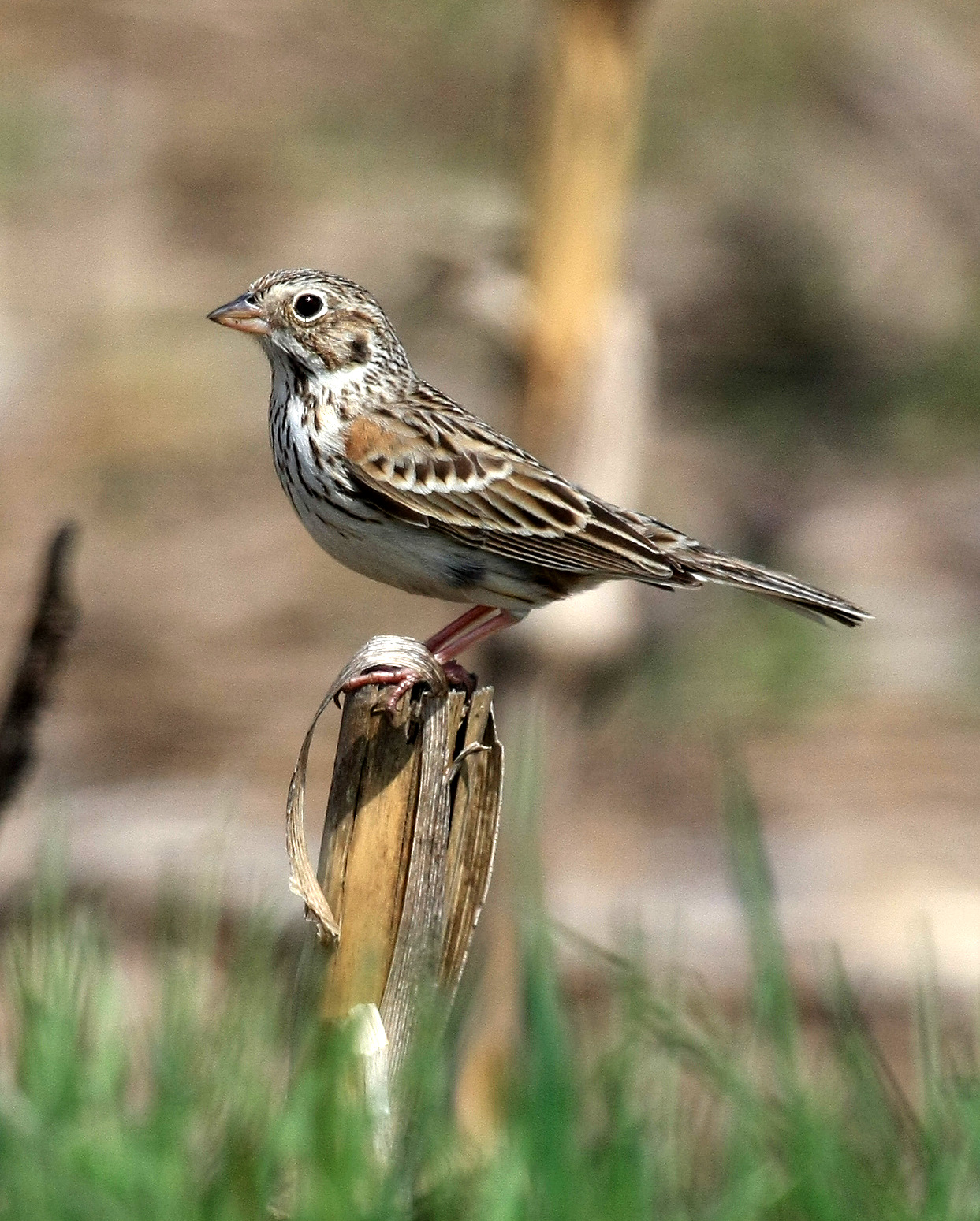

## Status och hot
Arten har ett stort utbredningsområde och en stor population, men tros minska i antal, dock inte tillräckligt kraftigt för att den ska betraktas som hotad. Internationella naturvårdsunionen IUCN kategoriserar därför arten som livskraftig (LC). Världspopulationen uppskattas till 35 miljoner vuxna individer.